# Fiziológiás oldat

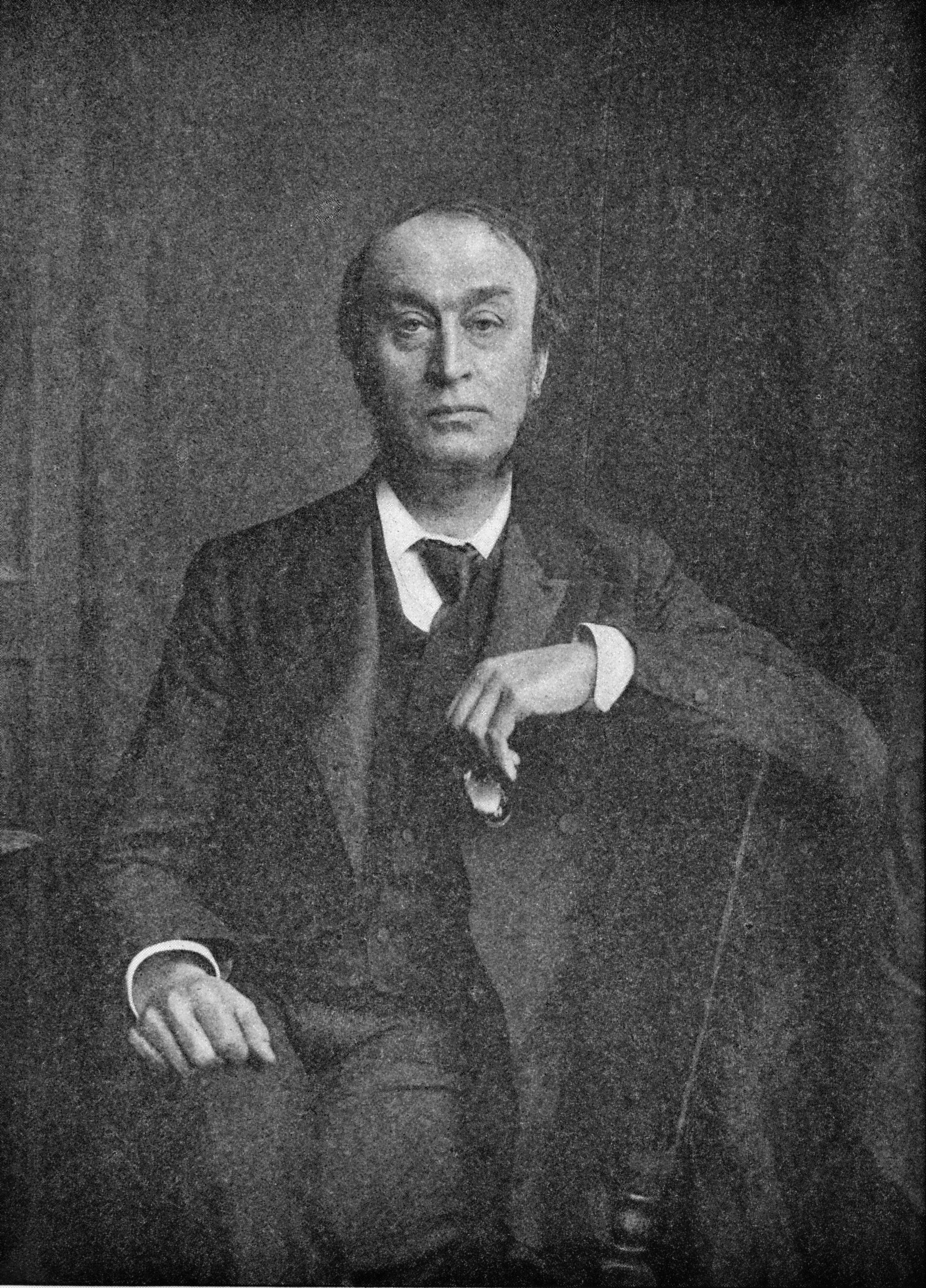
Sydney Ringer (1835–1910) brit orvos-farmakológus portréja

Fiziológiás oldatnak nevezzük a szervezet folyadéktereit kitöltő testfolyadékok ozmolalitásával (290–300 mOsm/kg H2O) megegyező ozmolalitású, azaz izotóniás oldatokat, melyek lehetnek elektrolitok, nemelektrolitok vagy azok keverékei. Más megfogalmazásban ezek olyan oldatok, amelyek fagyáspontja megegyezik a vérplazma −0,55 és −0,57 °C közötti fagyáspontjával.

## A fiziológiás oldat jelentősége
Az élő szervezet voltaképpen egy folyékony belső környezetben, az extracelluláris folyadékban él, amely folyadék körülveszi a szervezet minden szöveti elemét. Ez a folyadék, azaz a vérplazma, továbbá a nyirok, amely emberben és magasabb fejlettségű állatokban a szövetek között áramlik, táplálékkal, oxigénnel látja el a sejteket. Ez az extracelluláris folyadék szállítja el a sejtekben keletkezett anyagcsere végtermékeket, valamint a sejtlégzés során keletkezett szén-dioxidot. 
Ennek a testfolyadéknak a kémiai összetétele az anyagcserétől függően folyamatosan változik, miközben ozmolalitása igen szűk határok között (290–300 mOsm/kg H2O) állandónak mondható. Ha a sejtek a fiziológiás (azaz izoozmotikus vagy izotóniás) értéknél alacsonyabb koncentrációjú (ú.n. hipotóniás) oldattal érintkeznek, akkor a környezetükből vizet vesznek fel, megduzzadnak és akár tartósan károsodhatnak is. Ha 300 mOsm/kg H2O értéknél nagyobb ozmolalitású a sejteket körülvevő oldat (azaz hipertóniás), akkor a sejtek vizet veszítenek, zsugorodnak, és ennek tartós fennállása esetén visszafordíthatatlanul károsodnak. Ezért fontos, hogy a szövetek közé beadott vagy a nyálkahártyán alkalmazott mesterséges oldatok izoozmotikusak legyenek.
Vannak olyan egészségügyi, baleseti vagy kísérleti körülmények, amikor ezt az ozmotikusan állandó folyadékot helyettesíteni vagy pótolni kell. Vannak gyógyszerek, amelyeket a vérbe vagy a szövetek közé kell juttatni (injekciók, infúziók), esetleg valamilyen érzékeny nyálkahártyán kell alkalmazni (szemcseppek). Ilyen esetekben a helyettesítésre szánt vagy a gyógyszert hordozó oldatot izotóniásra (290 mOsm/kg H2O) kell beállítani.
A mesterséges fiziológiás oldatok legfontosabb kritériuma az izotónia, de emellett különös figyelmet kell szentelni a kémiai összetételre (nem lehet mérgező), a kémhatásra (pH 7,4), a sterilitásra és alkalmazáskor az oldat hőmérsékletére is.

## Gyakran használt fiziológiás oldatok

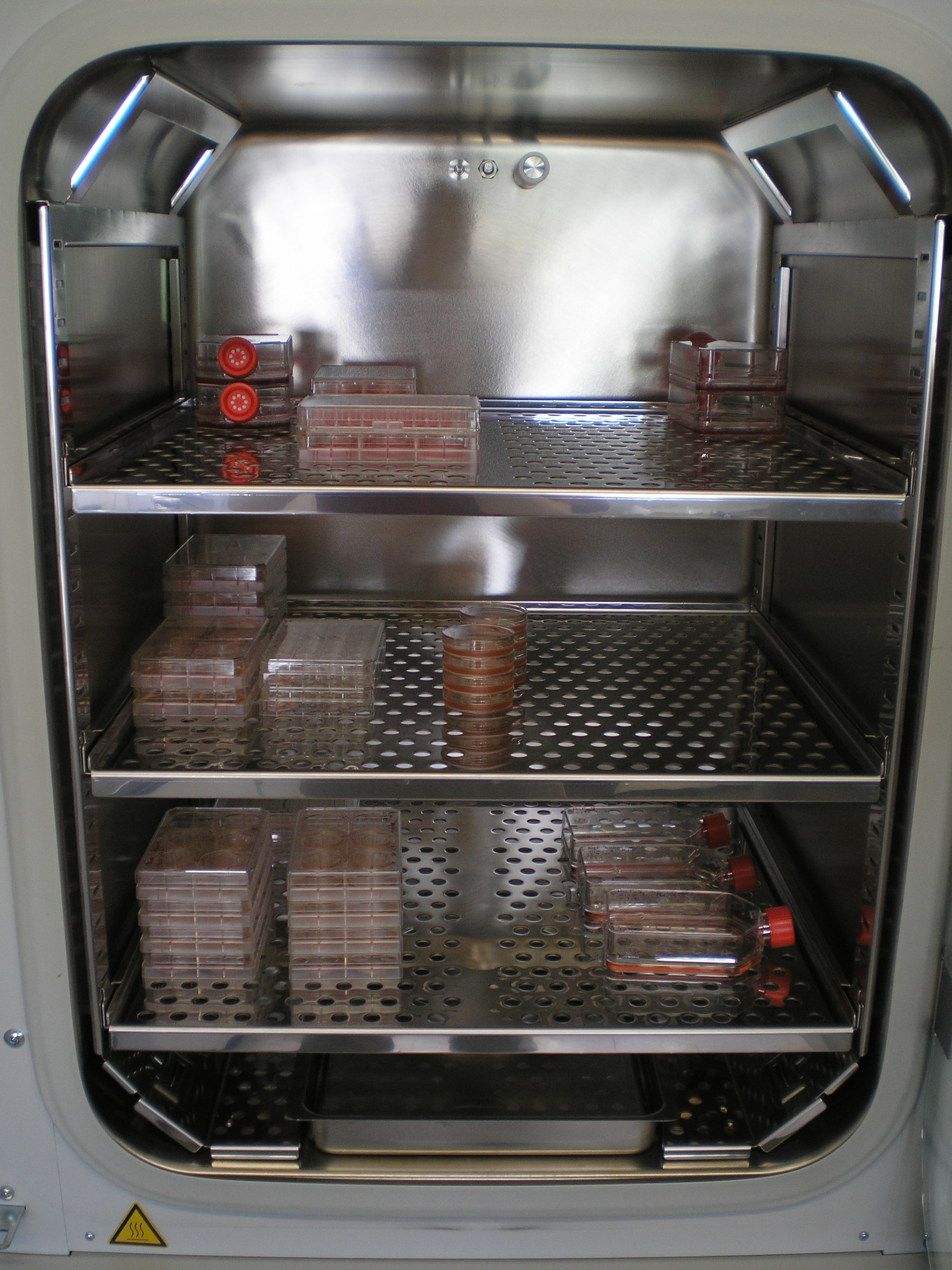
Állati sejtek tenyésztésére alkalmas termosztát, amely állandó hőmérsékletet, páratartalmat és CO_{2}/O_{2} arányt biztosít a fiziológiás közegben növekvő és osztódó sejteknek

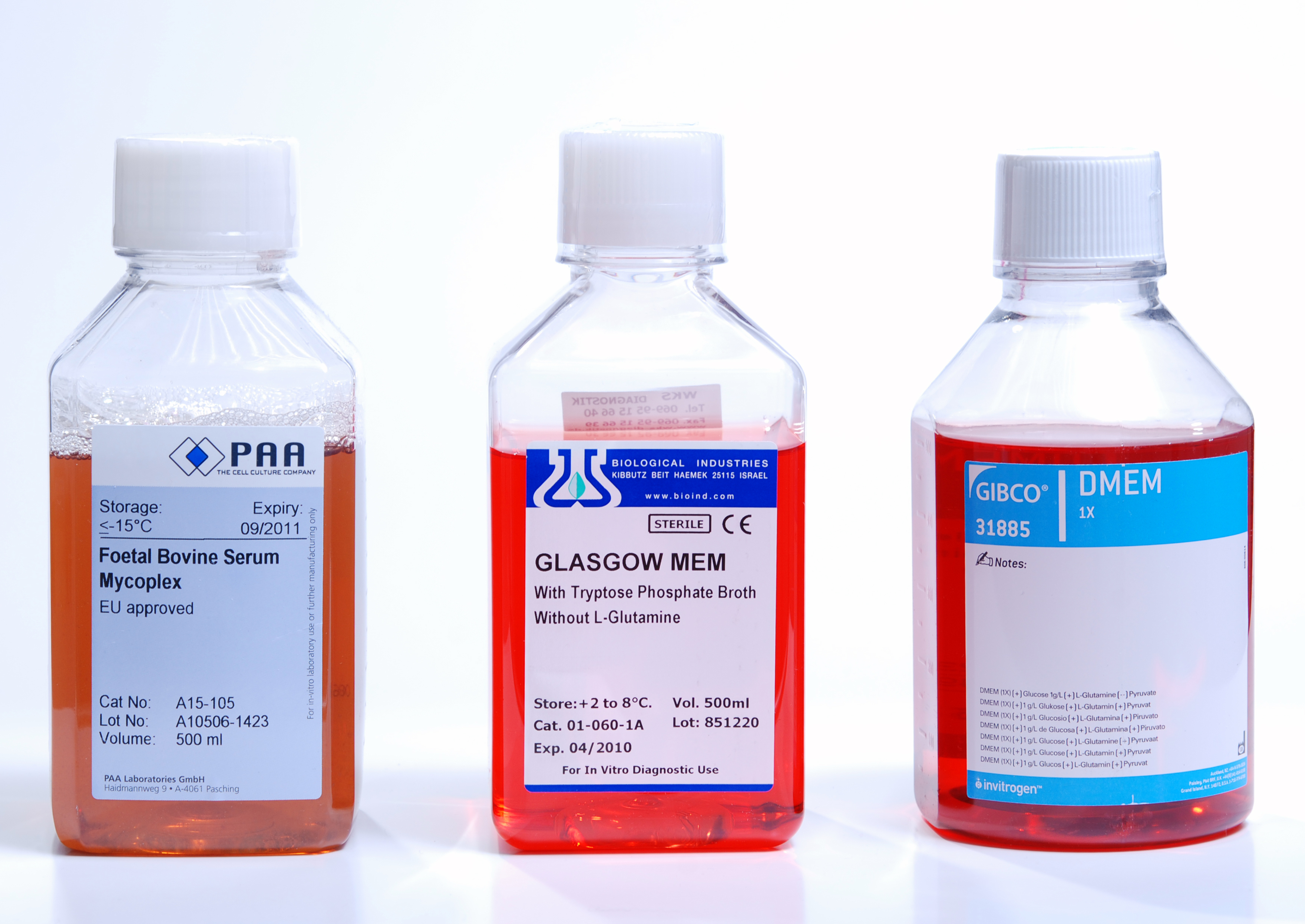
Kereskedelemben kapható, szövettenyésztő fiziológiás oldatok, amelyek tartalmát, összetételét a felhasználó számára pontosan megadják és további analitikai bizonylattal látják el, kitérve olyan részletekre is, mint a toxin- vagy vírusmentesség

A medicinában, a fiziológia területén vagy a molekuláris biológiai kutatásban számos, eltérő összetételű fiziológiás oldatot használnak. Az összetételt elsősorban a rendeltetési cél határozza meg aszerint, hogy in vivo akarják alkalmazni, azaz élő szervezetbe akarják juttatni, vagy in vitro, a szervezetből kiemelt sejtek, szövetek, szervek életben tartása a cél. Fiziológiás oldatok ugyanis alkalmasak lehetnek arra is, hogy a szervezetből kiemelt ú.n. túlélő szöveteket hosszabb ideig életben tartsák, és szükség esetén táplálják. Természetesen ebben az esetben igen összetett oldatokról van szó, amelyek tápanyagok, vitaminok mellett antibiotikumokat is tartalmaznak a fertőzések elkerülésére. Az itt említett összes fiziológiás oldatra  egyaránt érvényes (a felhasználástól függetlenül), hogy fagyáspontjuk azonos (−0,56 °C), továbbá ozmolalitásuk 290–300 mOsm/kg H2O.  Ez az állítás az emberre és más emlősökre érvényes.
Az alábbiakban a teljesség igénye nélkül néhány gyakran használt fiziológiás oldat kerül ismertetésre.
Fiziológiás nátrium-klorid oldat (fiziológiás sóoldat, szakmai zsargonban: fiz-só) a leggyakrabban és legtöbbek által ismert, egyben a legegyszerűbb összetételű fiziológiás oldat. A vérplazma fagyáspont csökkenésével (−0,56 °C) megegyező NaCl oldat moláris koncentrációja 0,15 M, ami megfelel 0,9%-os oldatnak. Az ilyen koncentrációjú NaCl oldat ozmolalitása tehát 290 mOsm/kg H2O. Az oldatot sebek tisztítására, műtéti területek műtét alatti lemosására, oltóanyagok vagy injekciók hígítására használják. Nagyobb vérzések, vérvesztések után az elvesztett vér pótlására intravénásan adva csak szükség esetén alkalmazzák, mert a vér kolloidozmotikus nyomása a felhígulás következtében erősen csökken és a bevitt folyadék ~ 10 perc alatt eltávozik az érpályából a szövetek közötti folyadéktérbe.
Ringer fiziológiás oldat, amelyet Sydney Ringer brit orvos-farmakológus publikált először. Ringer a 19. század nyolcvanas éveiben izolált békaszívet vizsgált és próbált életben tartani 0,75%-os nátrium-klorid oldatban. Eközben fedezte fel, hogy a kimetszett békaszív izolált körülmények között, működés közben vizsgálható, de a Na+-ionok mellett  Ca2+- és K+-ionok jelenléte és meghatározott aránya is szükséges. Így alakította ki a később róla elnevezett fiziológiás oldatot. Az idők folyamán az elnevezés annyiban változott, hogy mára a laboratóriumi munkában Ringer neve fogalommá vált és „ringer”-oldatnak, vagy egyszerűbben csak „ringernek” neveznek minden olyan fiziológiás sóoldat típust, amelyben élő sejteket, túlélő szöveteket lehet tartani, miközben élettani működésük vizsgálható.
Ringer-laktát-oldat, amelyet infúzió formájában, folyadék- vagy elektrolitvesztés esetén használnak azok pótlására. A szakirodalomban Hartmann-oldat néven is említik.  Összetételét tekintve NaCl, Na-laktát, KCl és CaCl2 (130 mM Na+, 109 mM Cl−, 4 mM K+, 1,5 mM Ca2+, 28 mM laktátion).
Locke-oldat, amely egy módosított Ringer-oldat, és amely többek között emlősszív életben tartásához is alkalmazható fiziológiás folyadék (154 mM NaCl, 5,6  mM KCl, 2,2 mM CaCl2, 2,1 mM MgCl2, 5,9 mM NaHCO3 és 2,8 mM d-glükóz).
Tyrode-oldat, amelyet élettani  kísérletekhez vagy szövettenyészetek mosására, ritkábban életben tartására használnak (134 mM NaCl, 2,68 mM KCl, 1,80 mM CaCl2, 1,05 mM MgCl2, 11,9 mM NaHCO3, 417 μM NaH2PO4, 5,56 mM d-glükóz). Az oldat energiaforrásnak glükózt használ, a megfelelő kémhatását (pH 6,5) a NaHCO3 és NaH2PO4 biztosítja.
A sejt- és szövettenyésztő médiumok nem csak a sejtek életben tartását, in vitro megfigyelését, de azok szaporodását is biztosítják bizonyos korlátok között, állandó hőmérsékletű termosztátban, szigorú CO2/O2 arány betartása mellett. Ezek a többnyire nagyon összetett oldatok az elektrolitok mellett tartalmazzák az összes olyan tápanyagot (pl. aminosavakat, vitaminokat), amelyek nélkül a sejtek osztódása nem lehetséges. A bonyolult összetételű, megfelelő pH-t biztosító, pufferelt oldatok külön követelménye a sterilitás, ami antibiotikumok adását teszi szükségessé. A sejttenyésztő médiumok gyakran tartalmaznak hormonokat, állati plazmafehérjéket is, amelyek a sejtek növekedéséhez szükségesek. Az ilyen célra használt oldatok laboratóriumi körülmények közötti elkészítése – bár nem lehetetlen, de – körülményes. Összetettségük, nagy fokú sterilitásuk miatt legtöbbször gyógyszergyárak ellenőrzött termékeiként szerezhetők be. Természetesen az ilyen, több száz oldott komponenst tartalmazó sejttenyésztő médiumok is fiziológiás, azaz izotóniás oldatok.